# 阿利亚航空

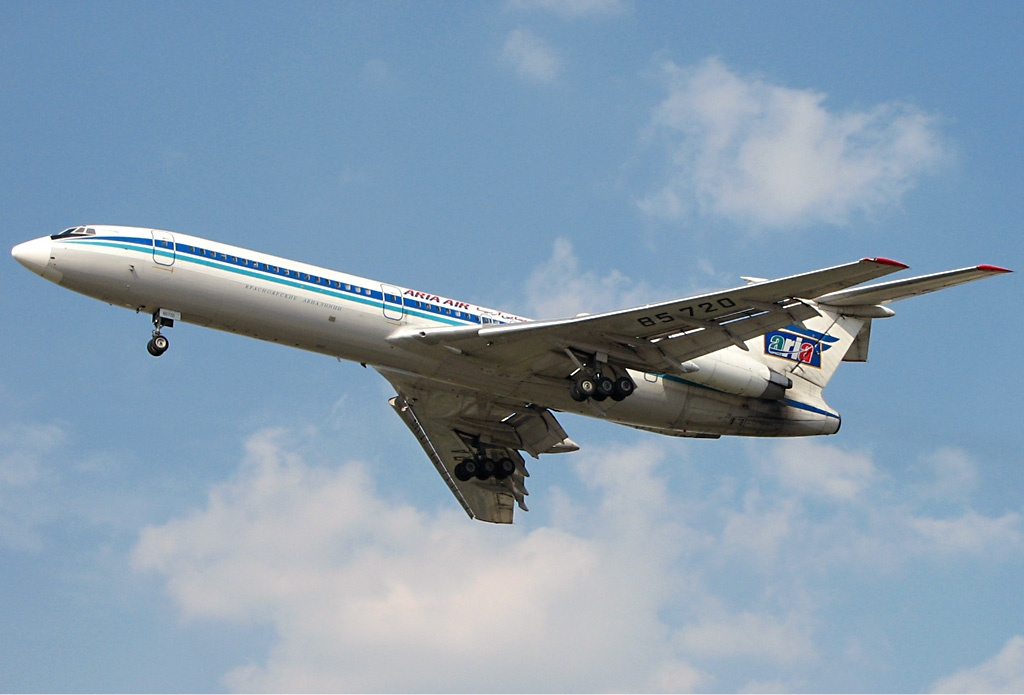
Tu-154M

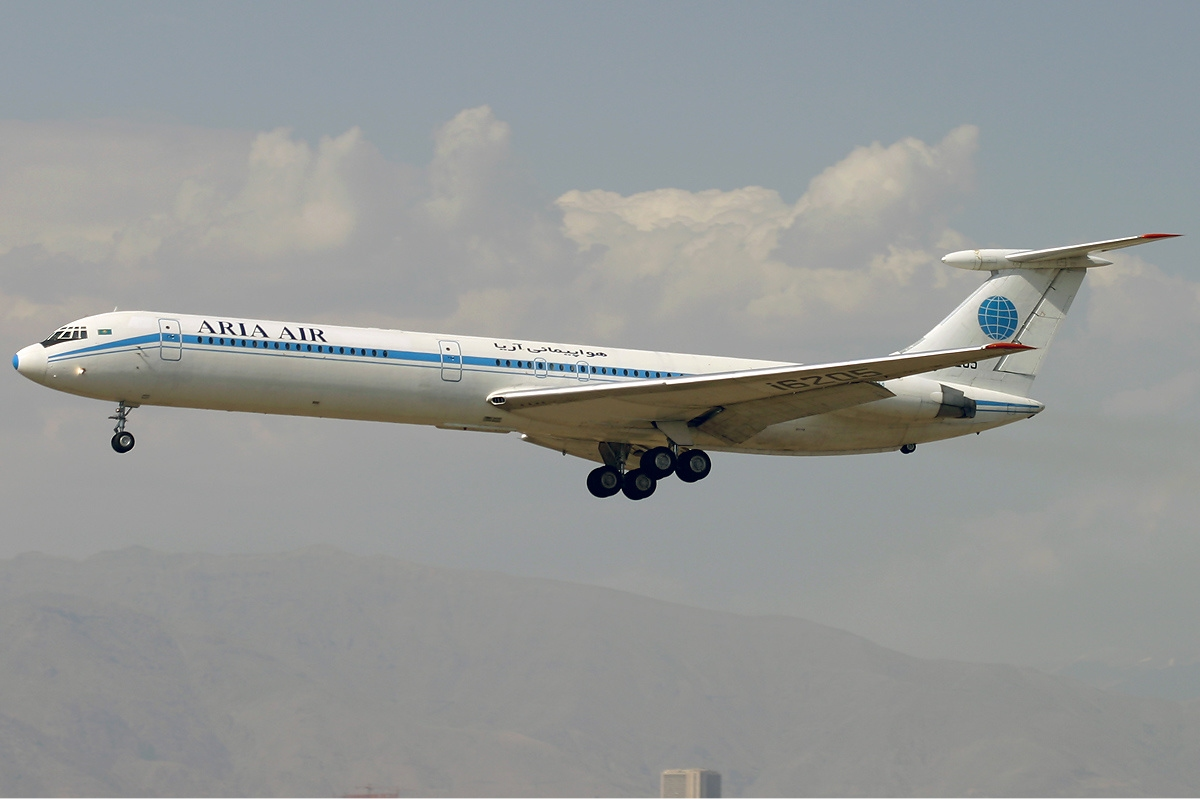
Il-62M

阿利亞航空（波斯語：‎）是基地位于德黑蘭的航空公司，營運國際和本地客運服務，其主要機場是梅赫拉巴德國際機場。

## 歷史
阿利亞航空公司的前身是阿利亞旅遊，成立于2000年，由機司Asghar Abdollahpour和Mahdi Dadpei成立。

## 機隊
2009年7月，阿利亞航空有以下飛機：
- 2 Fokker 50 (EP-EAF, EP-EAH)[2]
- 2 伊留申-62M†[1]
- 3 圖-154M (RA-85720, RA-85761, RA-85786)[2]

†第三架于2009年7月24日報銷。

## 事件
- 2000年11月13日，阿利亞航空一架雅科夫列夫被騎劫[4]

- 2009年7月24日，阿利亞航空1525號班機的伊留申-62M（註冊編號UP-I6208）于伊朗馬什哈德的馬什哈德國際機場降落時發生意外，17人身亡，包括CEO Mehdi Dadpei。其餘136逃出，但其中19人受傷。[2][3][5]

## 對外連接
- （波斯文） Aria Air official website
- Aria Airlines plane has burst into flames on landing